# Fjärilsblomstersläktet
Fjärilsblomster (Schizanthus)  är ett släkte i familjen potatisväxter med cirka 12-15 ettåriga arter som naturligt förekommer i Sydamerika. Släktet är det enda i underfamiljen Schizanthoideae. En art, fjärilsblomster (S. pinnatus), har förvildats från trädgårdar och återfinns viltväxande i Norden. Deras blommor kan liknas vid orkidéer och går ofta i violetta färger.

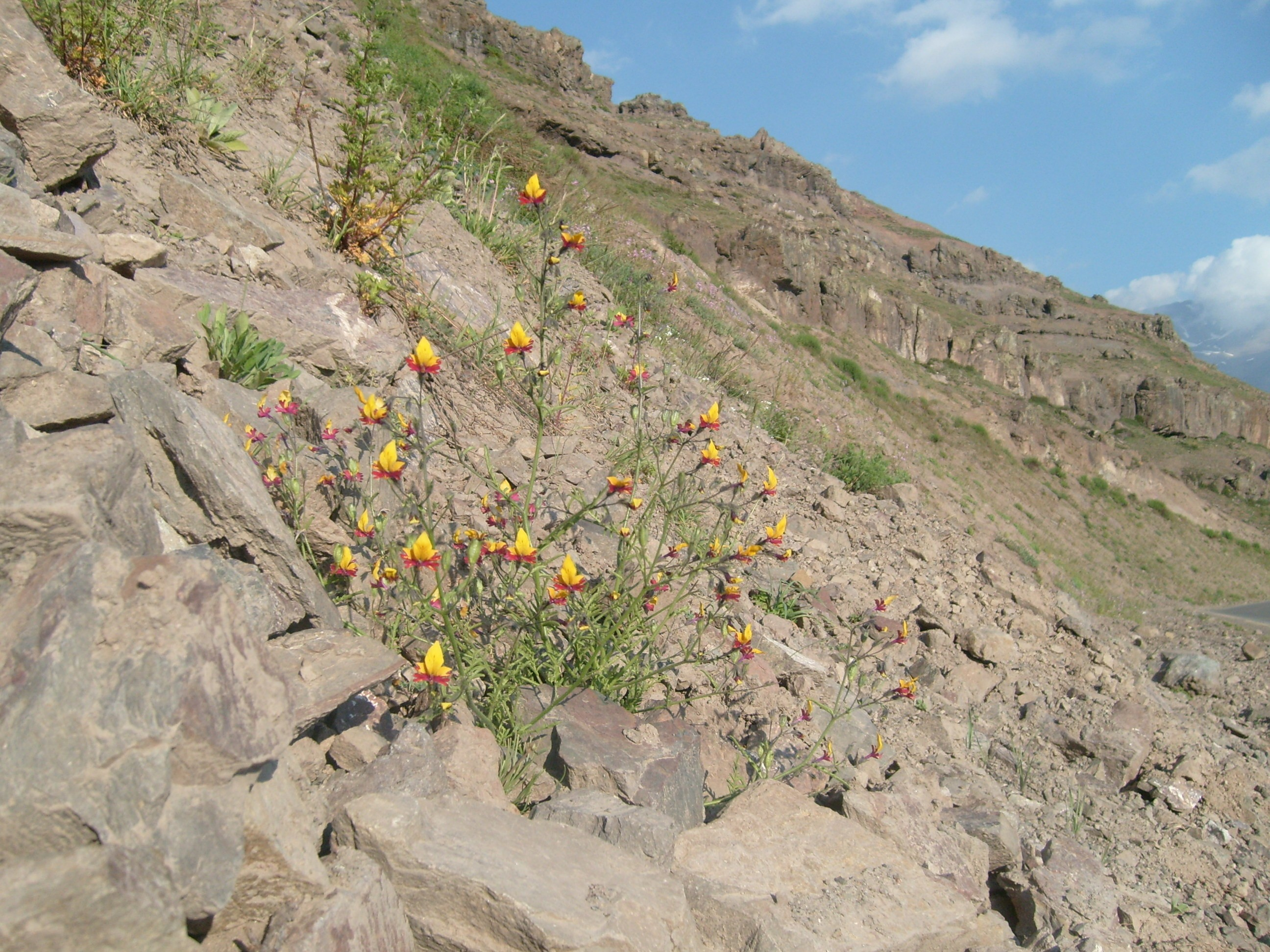
Schizanthus grahamii